# Pierre Laval

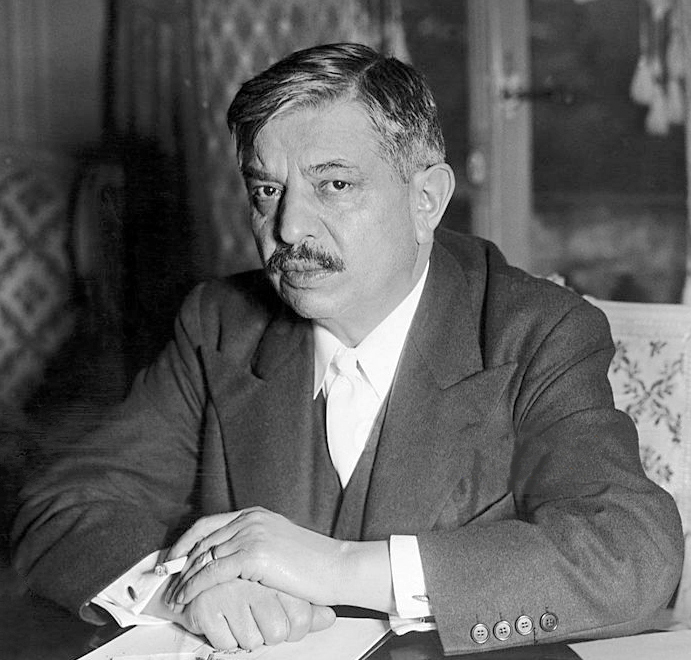
Pierre Laval (1940)

Pierre Etienne Laval (* 28. Juni 1883 in Châteldon, Département Puy-de-Dôme; † 15. Oktober 1945 im Gefängnis Fresnes, Département Val-de-Marne) war ein französischer Politiker der Dritten Republik und des Vichy-Regimes.
Zu Beginn seiner politischen Karriere war Laval Sozialist, später parteilos. Während der 1920er und -30er Jahre bekleidete er verschiedene Regierungsämter und stand zweimal als französischer Premierminister Mitte-rechts-Regierungen vor (1931/32 und 1935/36). Nach der Niederlage Frankreichs im Zweiten Weltkrieg wirkte Laval entscheidend an der Errichtung des État français (Vichy-Regime) mit. Im Gegensatz zu Staatschef Philippe Pétain forderte Laval eine umfassende Kollaboration mit dem nationalsozialistischen Deutschen Reich. Ab 1942 verdrängte er Pétain aus dessen unumschränkter Machtstellung an der Staatsspitze und forcierte die französische Kollaborationspolitik mit den deutschen Besatzungsbehörden. Nach Ende des Zweiten Weltkriegs wurde Laval zum Tode verurteilt und hingerichtet.

## Leben

### Frühe Jahre

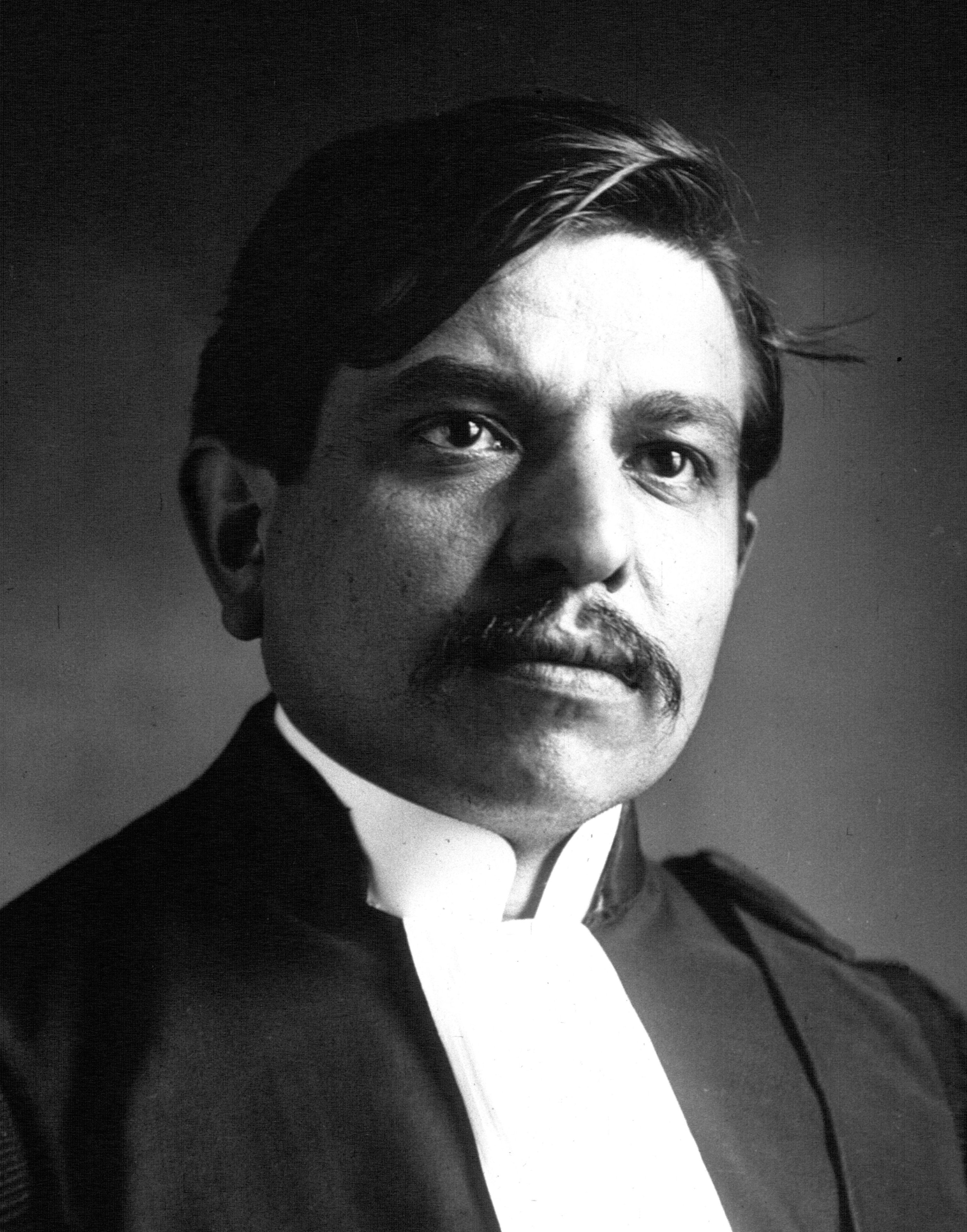
Pierre Laval als Anwalt (1913)

Pierre Laval war der Sohn eines Gastwirts und Hotelbesitzers aus der Gemeinde Châteldon in der Auvergne. Trotz seiner eher einfachen Herkunft besuchte er ab 1898 das renommierte Pariser Lycée Saint-Louis, das er mit dem Baccalauréat abschloss. Anschließend begann Laval ein Zoologie-Studium, wechselte jedoch zu den Rechtswissenschaften. Als Werkstudent war er von Schriften des Syndikalisten Georges Sorel und der Lehre des Blanquismus beeinflusst, weshalb er 1905 in die sozialistische Section française de l’Internationale ouvrière (SFIO) eintrat. Aufgrund von Krampfadern musste Laval seinen zweijährigen Wehrdienst im französischen Heer vorzeitig abbrechen. Laval war kein Leser und verriet häufig große Wissenslücken. Später suchte er oft lieber Rat in der Astrologie, als bei politischen Beratern.
1909 beendete Laval sein Studium und ließ sich als Rechtsanwalt in Paris nieder. Im selben Jahr heiratete er die Tochter des Bürgermeisters von Châteldon. Da dieser auch Arzt war, wurde die Ehe als Vorbote seines Aufstiegs gesehen. Die französische Gesellschaft war in den Jahren vor dem Ersten Weltkrieg durch Arbeitskämpfe und Streiks gekennzeichnet. Laval verteidigte die Interessen der Arbeiterbewegung und machte sich einen Namen als Anwalt sozialistischer Gewerkschafter der CGT. Auf einer Gewerkschafts-Konferenz sagte er über sich selbst: „Ich bin ein Genosse unter Genossen, ein Arbeiter unter Arbeitern.“

### Abgeordneter, Minister und Premierminister in der Dritten Republik

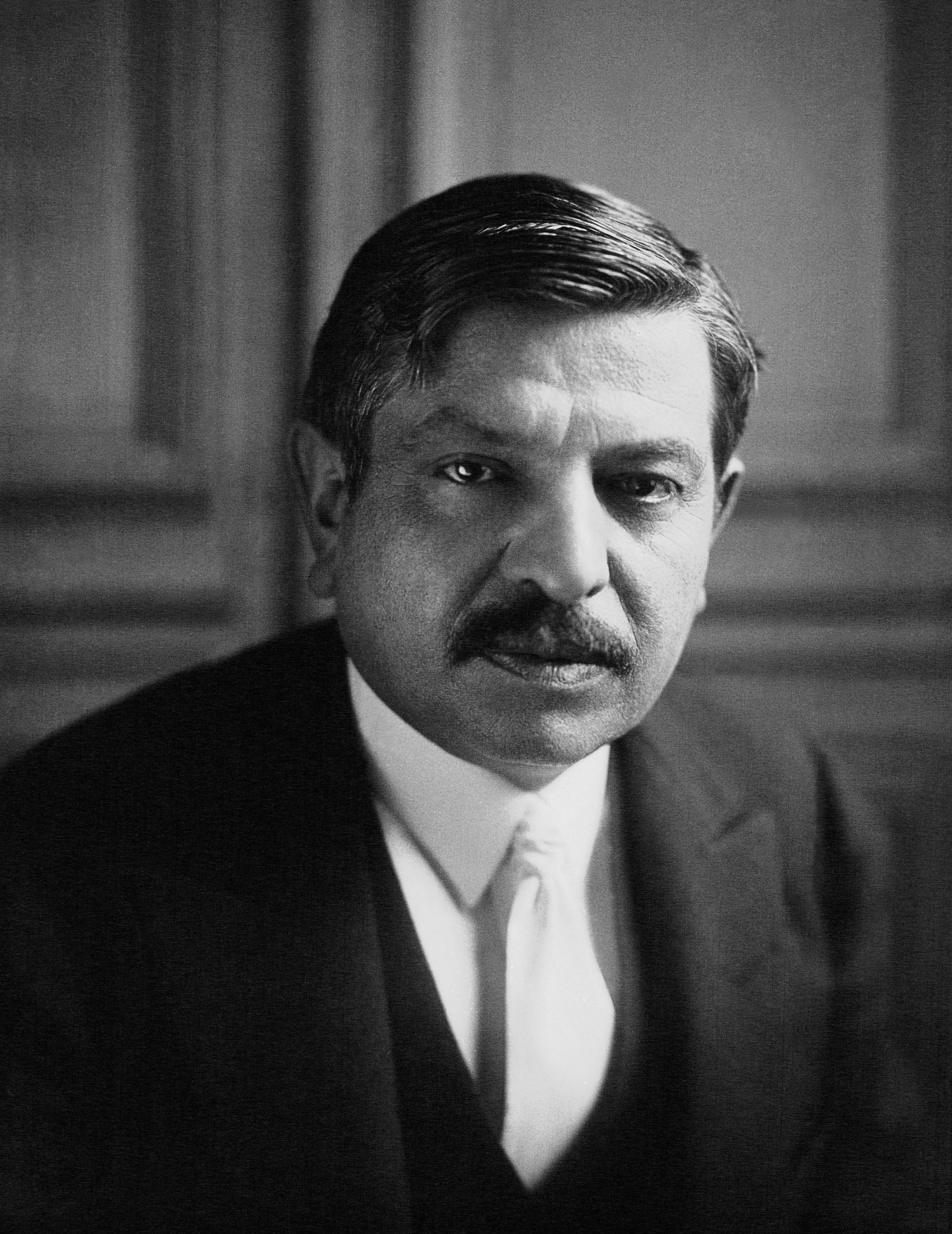
Pierre Laval (1931)

Nach den Parlamentswahlen vom April 1914 zog Laval für den Wahlbezirk Saint-Denis in die Abgeordnetenkammer (Chambre des Députés) ein. Er war mit nur 31 Jahren jüngster Abgeordneter der sozialistischen Fraktion. Laval vertrat nach Ausbruch des Ersten Weltkriegs pazifistische Positionen, opponierte jedoch in der Kammer nicht gegen die Union sacrée. Innerparteilich machte er mit seiner Ablehnung der Bolschewiki einen ersten Schritt nach rechts. Er sprach sich für einen Verhandlungsfrieden mit dem Deutschen Reich aus. Als er die wachsende Kritik an seinen Positionen bemerkte, unterstützte er ab 1917 den Kurs des nationalistischen Premierministers Georges Clemenceau. Aufgrund starker Stimmenverluste der Sozialisten in den Wahlen von 1919 verlor Laval sein Abgeordnetenmandat. 1923 wurde er zum Bürgermeister von Aubervilliers gewählt und bezeichnete sich bereits als parteiloser „unabhängiger Sozialist“.
In den 1920er Jahren wurde Laval schnell sehr vermögend, wobei laut dem Historiker Julian Jackson bis heute unklar ist, woher das Geld stammte. Er bezog eine elegante Villa im 16. Arrondissement von Paris und kaufte das Schloss von Châteldon sowie zwei Mineralwasserquellen. In der Auvergne kaufte er einen Radiosender und zwei Zeitungen. In der Normandie konnte er sich mit dem Geld sogar ein Landgut leisten und sich als Gentleman-Farmer präsentieren. Was seinen sozialen Aufstieg zu besiegeln schien, war die Heirat seiner Tochter Josée mit dem Grafen René de Chambrun, genannt Bunny, ein Vertrauter Pétains, im Jahr 1935.
In den Jahren 1931 (ein zweites Mal nach Kabinettsumbildung) und 1932 sowie 1935 und 1936 war er französischer Ministerpräsident. Zu Beginn der 1930er Jahre galt er vielen rechtsbürgerlichen noch als Linker. 1934 vertrat er sein Land bei den Verhandlungen des Völkerbundes über die Saarfrage. Als Außenminister entwarf er 1935 zusammen mit seinem britischen Amtskollegen Samuel Hoare den Hoare-Laval-Pakt, der die Handlungsfähigkeit des Völkerbunds im Italienisch-Äthiopischen Krieg garantieren sollte und durch den Italien Zugeständnisse in Äthiopien erhalten hätte. Insgesamt verfolgte er aber eine Großbritannien gegenüber kritische Außenpolitik, während er sich um eine Annäherung an die Sowjetunion und das faschistische Italien bemühte, wobei er Göring, Stalin und Mussolini persönlich traf. Das Time-Magazine kürte Laval 1931 zum Man of the Year. Mit dem Wahlsieg der Volksfront unter Léon Blum 1936 wurde Laval einer der entschiedensten Oppositionellen und schloss sich den konservativen Kreisen um Marschall Philippe Pétain an.

### Vichy-Regime

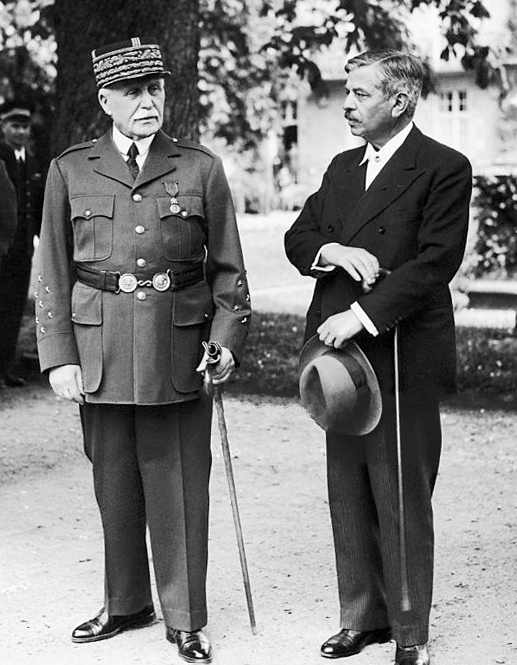
Philippe Petain und Pierre Laval 1942

Nach dem Einmarsch der Wehrmacht in Frankreich während des Zweiten Weltkriegs sorgte Laval im Parlament dafür, dass die „Vollmachten“ (Pleins pouvoirs) per Verfassungsgesetz vom 10. Juli 1940 an Pétain übertragen und damit die Dritte Republik beendet wurde. Das ihm angebotene Exil in Irland hatte Laval abgelehnt. Am 16. Juli 1940 wurde er stellvertretender Ministerpräsident – vorerst gab es keinen Ministerpräsidenten – und später Außenminister des Vichy-Regimes. Am 13. Dezember 1940 wurde er von Pétain entlassen und verhaftet, weil Pétain nicht so eng mit dem NS-Regime zusammenarbeiten wollte wie von Laval gefordert.
Nach dem Rücktritt des Admirals François Darlan und in der Hoffnung, die Beziehungen zur Besatzungsmacht zu verbessern, berief Pétain Laval am 18. April 1942 erneut zum Ministerpräsidenten, woraufhin die US-Regierung ihren Botschafter aus Vichy abberief. In der folgenden Zeit wurde er der wichtigste Entscheidungsträger des Vichy-Regimes; der Einfluss des greisen Pétain wurde geringer. Laval war unpopulär in der Bevölkerung, hatte er doch in einer Ansprache am 22. Juni 1942 den Sieg Deutschlands gewünscht, diese Haltung rechtfertigte er mit der Furcht vor dem Bolschewismus. Als ihm der General Maxime Weygand 1942 vorhielt, er habe 95 % aller Franzosen gegen sich, meinte Laval jedoch nur: „Sie belieben zu scherzen! Sagen Sie lieber, es sind 98 %, aber ich werde sie gegen ihren Willen zu ihrem Glück zwingen.“
Laval rief die Franzosen auf, sich freiwillig zum Service du travail obligatoire in der deutschen Industrie zu melden. In anderen Punkten versuchte er die Forderungen des deutschen Besatzungsregimes abzuschwächen, hatte damit aber kaum Erfolg. Im Juli 1942 sorgte er dafür, dass jüdische Kinder in die Vernichtungslager deportiert wurden, mit den Worten: „Aus Gründen der Menschlichkeit hat der Ministerpräsident (entgegen den ursprünglichen deutschen Anweisungen) durchgesetzt, dass Jugendliche und Kinder unter 16 Jahren ihre Eltern begleiten dürfen.“ In Verhandlungen rang er der deutschen Militärregierung die Zusicherung ab, Menschen mit französischem Pass nicht zu deportieren. Im Januar 1943 gründete Laval die Milice française, die unter der Führung von Joseph Darnand stand. Im Juni 1944 landeten die Alliierten in der Normandie. Am 1. Juli 1944 wohnte er der Trauerfeier um seinen von der Résistance getöteten Chefpropagandisten Philippe Henriot bei. Am 15. August folgte die Landung an der Côte d’Azur, für Laval und seine Entourage wurde Paris zu unsicher. Die Vichy-Regierung wurde am 17. August nach Belfort gebracht, in die Nähe zum deutsch verwalteten Elsass. Bis August 1944 blieb Laval Ministerpräsident; am 25. August verkündete de Gaulle in Paris die Wiederherstellung der Republik.

### Exil und Tod
Am 6. September 1944 wurde Laval – nach eigener Aussage gegen seinen Willen – nach Sigmaringen gebracht, wo er am 8. September ankam und  zunächst gemeinsam mit Marschall Pétain die oberste Etage des Schlosses Sigmaringen von Friedrich von Hohenzollern bewohnte. Im Januar 1945 zog er mit 19 Mitgliedern seines Kabinetts in das etwa 14 km entfernte Schloss in Wilflingen. Er führte in beiden Orten eine Exilmarionettenregierung mit Kabinettssitzungen, eigener französischer Tageszeitung, einem Rundfunksender und eigener Wache.
Am 20. April 1945 verließ er das Schloss Wilflingen.
Am 2. Mai wurde er mit einer Junkers Ju 88 der Luftwaffe mit Maurice Gabolde und Abel Bonnard von Feldkirch über Meran vor den anrückenden Truppen der Alliierten nach Barcelona ausgeflogen und drei Monate lang in den Montjuïc gesperrt. Spaniens Regierung unter Diktator General Francisco Franco ging nach einer Bedenkzeit von 90 Tagen auf den Antrag der Regierung de Gaulle ein und ließ Laval am 2. August 1945 in der Amerikanischen Zone von Österreich an die amerikanischen Truppen ausliefern. Diese überstellten ihn unverzüglich der französischen Regierung in Paris. Laval war zunächst dazu angehalten, am Prozess gegen Philippe Pétain als Zeuge auszusagen.
Das Verfahren gegen ihn war bereits im Juni 1940 eingeleitet worden, wie Generalstaatsanwalt André Mornet in der Verhandlung betonte. Am 4. Oktober 1945 begann der Geschworenenprozess am Gerichtshof der Republik. Die Anklage lautete auf Hochverrat und Verschwörung gegen die innere Sicherheit des Staats. Trotz emotionalen Ansprachen Lavals und verbalen Attacken gegen die Richter und den Ankläger, denen er vorwarf, Teil des Vichy-Systems gewesen zu sein (Mornet galt ab September 1943 als Dissident), wurde er am 9. Oktober 1945 wegen Hochverrats zum Tode verurteilt. Einige Geschworene hatten heftig auf seine persönlichen Anreden reagiert und versprachen ihm „zwölf Kugeln in die Haut“. Auch ein Teil der  Geschworenen waren persönliche Bekannte Lavals, da es sich teilweise um ehemalige Parlamentsabgeordnete handelte. Nachdem er am 6. Oktober 1945 versucht hatte, sich mit Zyankali zu töten, wurde er im Gefängnis von Fresnes medizinisch versorgt und schließlich mit mehrtägiger Verspätung am Mittag des 15. Oktober 1945 durch ein Erschießungskommando hingerichtet. Pierre Lavals Grab befindet sich auf dem Cimetière Montparnasse in Paris.